# Майдла (Сауе)
Ма́йдла (ест. Maidla küla) — село в Естонії, у волості Сауе повіту Гар'юмаа.

## Населення
Чисельність населення на 31 грудня 2011 року становила 216 осіб.